# Fredericella australiensis
Fredericella australiensis är en mossdjursart som beskrevs av Goddard 1909. Fredericella australiensis ingår i släktet Fredericella och familjen Fredericellidae. Inga underarter finns listade i Catalogue of Life.